# 難波経一
難波 経一（なんば つねかず、1901年1月11日-1986年2月22日）は、大正・昭和期の官僚、実業家。東京府出身。妻直子は男爵岩倉道倶の二女、岩倉具視の孫娘である。

## 経歴
東京府立一中（後の都立日比谷高校）、第一高等学校 (旧制)を経て、1924年（大正13年）東京帝国大学法学部政治学科卒。大学時代は帝大運動会ラグビー部所属。
東大卒業後、直に大蔵省入省。主税局属。同期に古海忠之ら。当初東京税務監督局に勤務、ついで横須賀や神戸の税務署長を歴任したのち満州国に転出し、1933年1月より阿片漸減政策に基づき阿片取扱等を監督する専売公署副署長、専売総局副局長を歴任。1937年11月に冀東政府最高顧問・河北省顧問に就任、その後満州国総務庁参事官を辞して民間に入り、満州電気化学工業常務理事・満州生活必需品配給株式会社取締役・外満州合成ゴム取締役等を経て、1943年3月商工省金属回収本部初代本部長に就任する。1944年6月より軍需省燃料局長官、1945年6月同整備局長官。戦後は公職追放を経て、山陽国策パルプ社長や会長を務めた。
戦後の1947年、伊集院浩、香山蕃ら、鹿島建設と共に東京ラグビー場（現・秩父宮ラグビー場）建設に尽力し、また、世界で初めての40歳以上のラグビークラブである不惑倶楽部を創設して初代会長（会長在任期間：1948年(昭和23年)3月 〜 1971年(昭和46年)1月）を務めた。

## 家族
- 祖父・難波康経 - 池田藩蘭学医[9][10]
- 父・難波一 (1853年生) - 日本赤十字病院長。ウィーン大学でテオドール・ビルロートに師事し、帰国後、赤十字社病院の前身である博愛社病院の創立とともに外科医として就任。[10][9][11]
- 母・しょう（1870年生） - 松代藩士（政事所権大参事）・高野眞遜の長女。[10][12][13]
- 兄・難波康一（1897年生） - 東大物理科卒業後、マサチューセッツ工科大学で無線電信電話を研究、帰国後、逓信省電気試験所に勤務し、退官後、東洋ウェスターン電気録音部主任技師、理研工業技師長を務めた。[14]
- 姉・弘（1898-1920） - 太田収と結婚後1年で死去。[15][10]
- 妻・直子 - 男爵岩倉道倶の二女。岩倉具視の孫。